# 동튀르키스탄
동튀르키스탄(위구르어: شەرقىي تۈركىستان Sherqiy Türkistan, Шәрқий Түркистан, 튀르키예어: Doğu Türkistan, 중국어: 东突厥斯坦, 영어: East Turkestan, 철자는 East Turkistan) 또는 위구리스탄(영어: Uyghuristan)은 투르키스탄 동부 지역을 지칭하는 말이다. 옛날에는 이 지역을 옛날에는 '동투르키스탄'이라고도 불렀는데, 정확한 위치는 명확하지 않다. 이 지역에는 이슬람교를 믿는 위구르족이 거주하고 있다. 현재 신장 위구르 자치구가 옛 동튀르키스탄의 동부라고 말하기도 한다. 

## 지리
동쪽으로는 중국의 간쑤성이 있다. 북동쪽으로는 몽골과 접하고 있으며 북서쪽에서 남서쪽 방면으로는 옛날에 투르키스탄이라고 불리던 카자흐스탄, 키르기스스탄, 타지키스탄이 있다. 서쪽으로는 중앙아시아 국가들과 인도, 파키스탄 간의 분쟁 지역인 카슈미르 지역과 경계를 맞대고 있다.

## 주요 도시
- 우루무치
- 카슈가르
- 코를라
- 아크수
- 하미
- 투루판
- 아러타이
- 타청
- 보러
- 커라마이
- 호탄
- 사처

## 유적
- 누란
- 로프 누르
- 카라호자
- 니야 유적

## 같이 보기
- 동튀르키스탄 망명 정부
- 신장 독립운동
- 위구리스탄